# 孟加拉國農業
農業是孟加拉國最大的就業部門。該部門的業績對創造就業，減輕貧困、人力資源開發、糧食安全等主要宏觀經濟目標產生了巨大影響。
很多孟加拉國人以農業為生。雖然大米和黃麻是主要作物，但小麥更重要，茶葉生長在東北部。由於孟加拉國肥沃的土壤和通常充足的水源供應，在許多地區每年可以種植和收穫三次大米。儘管天氣條件往往不利（時常有洪水），孟加拉國的勞動密集型農業仍實現了糧食產量的穩步增長。其中包括更好的防洪和灌溉，更有效地使用化肥，以及建立更好的分配和農村信貸網絡。
稻米在2000年有3,580萬噸收成，2003年，全國銷售的大米殺蟲劑，包括顆粒狀呋喃丹、合成擬除蟲菊酯和馬拉硫磷，超過13,000噸。殺蟲劑不僅造成了環境威脅，而且是貧困稻農的重要支出。孟加拉國稻米研究所正在與各種非政府組織和國際組織合作，以減少使用殺蟲劑。
與大米相比，1999年小麥產量為190萬公噸。人口壓力繼續給糧食生產造成嚴重負擔，造成糧食短缺，尤其是小麥。外國援助和商業進口填補了這一空白。就業不足仍然是一個嚴重問題，孟加拉國農業部門日益關注的是其吸收更多人力的能力。尋找替代就業來源將繼續成為未來政府的一個令人生畏的問題，特別是越來越多的失地農民已占到農村勞動力的一半左右。

## 糧食穀物
孟加拉國是世界上第四大稻米生產國，雖然有小麥種植，但小麥在孟加拉國不是傳統作物，在20世紀80年代後期，農村地區的小麥消費量很少。然而，在20世紀60年代和70年代初期，它是當地消費增加的唯一商品，因為外部糧食援助最常以小麥的形式提供。在20世紀80年代前半期，國內小麥產量每年增加到100多萬噸，但仍僅佔糧食總產量的7%至9%。1985財年實現了近150萬噸的創紀錄產量，但第二年減少到略超過100萬噸。大約一半的小麥種植在灌溉土地上。在1980年至1986年期間，用於小麥的土地比例基本保持不變，略低於總種植面積的6%。
小麥也佔進口糧食的絕大部分，每年超過100萬噸，在1984財政年度、1985財政年度和1987財政年度超過180萬噸。大部分進口小麥由歐洲經濟共同體和世界糧食計劃署提供資金。 
孟加拉國的糧食作物主要是為了維持生計，總產量中只有一小部分進入商業渠道。然而，其他孟加拉國農作物主要是為國內市場種植的。它們包括馬鈴薯和甘藷，1984財政年度的總產量為190萬噸；油菜籽，年平均產量25萬噸；和水果，如香蕉、菠蘿蜜、芒果和菠蘿。估計甘蔗產量每年產量超過700萬噸，其中大部分加工成粗糙的未精製糖，稱為古爾，並在國內銷售。